# Mujeongdosi
Mujeongdosi (hangŭl: 무정도시, lett. Città crudele; titolo internazionale Heartless City, conosciuta anche come Cruel City) è una serie televisiva sudcoreana trasmessa su JTBC dal 27 maggio al 30 luglio 2013.

## Trama
Quando la sua migliore amica Lee Kyung-mi muore mentre è infiltrata sotto copertura nella malavita, Yoon Soo-min decide di prenderne il posto, ma finisce per innamorarsi del boss della droga, primo sospettato nell'omicidio dell'amica.

## Personaggi

### Personaggi principali
- Jung Shi-hyun, interpretato da Jung Kyung-ho.
- Yoon Soo-min, interpretata da Nam Gyu-ri.[3]
- Ji Hyung-min, interpretato da Lee Jae-yoon.[4]

### Personaggi secondari
- Min Hong-ki, interpretato da Son Chang-mi.
Direttore della polizia e dell'unità investigativa speciale.
- Lee Jin-sook, interpretata da Kim Yoo-mi.
Presidente di vari locali di intrattenimento per adulti.
- Moon Deok-bae "Safari", interpretato da Choi Moo-sung.
Amico di Shi-hyun dall'infanzia.
- Kim Hyun-soo, interpretato da Yoon Hyun-min.
- Lee Kyung-mi, interpretata da Go Na-eun.
Un agente sotto copertura.
- Capo della squadra investigativa, interpretata da Park Soo-young.
- Ji Man-hee, interpretato da Gil Yong-woo.
Procuratore generale e il padre di Hyung-min.
- Jeoul "Scale", interpretato da Kim Byung-ok.
Responsabile del ring stupefacenti (droghe, strozzinaggio, strutture per l'intrattenimento per adulti).
- Ahn Kyung-chan, interpretato da Kim Jung-hak.
- Cha Hyo-joo, interpretata da Song Min-ji.
Un giornalista.
- Oh Jung-yeon, interpretata da Jung Soo-young.
- Jo "Busan", interpretato da Kim Jong-goo.
Capo della banda di Busan.
- Jo Ha-neul, interpretato da Jung Ji-soon.
Il figlio di "Busan".
- Cha, interpretato da Park Young-ji.
Legislatore e il padre di Hyo-joo.
- Subordinato di Shi-hyun, interpretato da Jung Moon-sung.
- Kim Bbong "Meth", interpretato da Kim Min-sang.
- Eun-soo, interpretata da Kim Hyo-sun.
- Detective Kim, interpretato da Lee Moo-saeng.
- Joo-young, interpretata da Shim Min.
Amica di Soo-min dai tempi dell'asilo.
- Park Eun-ae, interpretata da Kim Jae-hwa.

## Colonna sonora
1. Pain (상처) – Kim Yong-jin
2. Butterfly (나비) – Hye-rim
3. Everyday – Jo Jung-hee
4. Cruel City Title (무정도시 Title) – Nam Hye-seung & Kim Hee-jin
5. Cosmos (코스모스) – 1601
6. Memories of the Past – Nam Hye-seung & Kim Moon-jung
7. The Man – Nam Hye-seung & Jun Jong-hyuk
8. Undercover – Nam Hye-seung & Jun Jong-hyuk
9. Night (그날밤) – Shin Min-sup
10. Sharpen the Knife – Nam Hye-seung & Kim Moon-jung